# Abdelmalek Gouri
Abdelmalek Gouri, dit Khaled Abou Slimane, né en 1977 à Si Mustapha et mort le 22 décembre 2014 aux Issers, est un djihadiste algérien, émir de la katiba El-Arkam d'Al-Qaïda au Maghreb islamique, il fonde ensuite Jund al-Khilafah fi Ard al-Jazaïr et prête allégeance à l'État islamique.

## Biographie
Abdelmalek Gouri naît en 1977 à Si Mustapha, dans la Wilaya de Boumerdès. Lors de la guerre civile algérienne, il est arrêté à l'âge de 20 ans et condamné à cinq ans de prison pour avoir soutenu les rebelles islamistes. Il bénéficie d'une amnistie en juillet 1999 dans le cadre de la Concorde civile.
Il se rend alors au Liban, dans la vallée de la Bekaa, afin de recevoir une formation militaire. En mai 2007, il aurait pris part avec une vingtaine d'autres Algériens à une bataille opposant les djihadistes de Fatah al-Islam et de Jound al-Cham à l'armée libanaise dans le camp de Nahr al-Bared.
Avec une dizaine de survivants, Abdelmalek Gouri s'enfuit à Damas puis il regagne l'Algérie au mois d'août grâce à de faux papiers. Il rejoint alors Al-Qaïda au Maghreb islamique et rallie une katiba qui commet les attentats du 11 décembre 2007 à Alger. Il prend ensuite le commandement de la katiba El-Arkam et est considéré comme un des proches lieutenants d'Abdelmalek Droukdel,,.
En mars 2012, il est condamné à mort par contumace par la justice algérienne pour un attentat dans la ville de Thénia. En 2014, il est suspecté d'être responsable d'une embuscade ayant causé la mort de 16 soldats algériens le 19 avril à Iboudraren.
Le 29 juin 2014, l'État islamique proclame en Irak le rétablissement du califat et appelle les autres groupes djihadistes à lui prêter allégeance. AQMI refuse la proposition dans un communiqué publié le 4 juillet 2014 et renouvelle son allégeance à Al-Qaïda. Abdelmalek Gouri s'oppose à cette décision, en juillet il quitte AQMI avec une trentaine de combattants, il fonde Jund al-Khilafah (Les Soldats du Califat) et prête allégeance à l'État islamique,.
La première action revendiquée par le groupe est la décapitation d'un touriste français, Hervé Gourdel, le 23 septembre.
Abdelmalek Gouri est tué par l'armée algérienne aux Issers le soir du 22 décembre 2014, avec deux de ses hommes,,.